# Vochov
Vochov – gmina w Czechach, w powiecie Pilzno Północ, w kraju pilzneńskim. Według danych z dnia 1 stycznia 2013 liczyła 693 mieszkańców.